# Giocare d'azzardo
Giocare d'azzardo è un film del 1982 diretto da Cinzia TH Torrini.

## Trama
In un disperato bisogno di cambiare, Anna, una casalinga quarantenne, si dà al gioco d'azzardo. Sfortunata, dopo aver dato fondo ai suoi soldi, si impossessa dei risparmi della figlia, giunge ad impegnare l'auto per giocare su di un numero del lotto che non esce mai. Un giorno il numero esce: o forse è solo un sogno di Anna.